# Palpalá
Palpalá – miasto w Argentynie leżące w prowincji Jujuy.
W roku 2001 miasto liczyło 48199 mieszkańców.

## Współpraca
- Calama, Chile
- Iquique, Chile
- Mejillones, Chile